# Giorgio Serafini
Giorgio Serafini (Bruxelles, 3 aprile 1962) è uno sceneggiatore e regista italiano.

## Biografia
Nato da una famiglia italiana a Bruxelles, dove ha vissuto fino all'età di 23 anni, Serafini consegue il suo diploma presso la Scuola Europea di Bruxelles. Si iscrive poi presso il corso di laurea in Scienze Politiche e Relazioni Internazionali all'Université Libre de Bruxelles, dove si è laureato con lode.
Comincia a lavorare in Italia, e nel 1990 ha scritto e diretto il suo primo lavoro professionale, il documentario Les murs de sable (Le mura di sabbia) sui prigionieri italiani in Texas durante la seconda guerra mondiale nel campo di concentramento di Hereford. Il tema di questo documentario fu la base del film Texas 46 con Roy Scheider e Luca Zingaretti che Serafini ha diretto nel 2001.
Tra i lavori americani ricordiamo la sceneggiatura del TV movie A Song From the Heart con Amy Grant e Keith Carradine.
Nel 2009 Serafini torna a dirigere una serie in costume, Il falco e la colomba, per Canale 5. Ha inoltre ultimato Game of Death con Wesley Snipes, uscito nel 2010. Nel 2014 dirige Hard Rush con Dolph Lundgren.

### Vita privata
Dal 1994 vive a Los Angeles con la moglie LaDon Drummond e il figlio Johnny Sinclair, nato nel 2008 durante le riprese della serie per Rai Uno Il bene e il male. È diventato cittadino statunitense nel 2004 mantenendo entrambe le nazionalità.
Nel 2005, mentre completava le riprese della terza serie di Orgoglio, Serafini ha perso la figlia Laura, di 13 anni, in un incidente acquatico.

## Filmografia

### Regista

#### Cinema

##### Cortometraggi
- The Nickelodeon Type (1986)
- War (2005)
- Tolleranza (2006)
- Bad Boy Rocker (2021)

##### Lungometraggi
- Blu notte (1992)
- The Garbage Man (1996)
- Texas 46 (2002)
- Game of Death (2010)
- Johnny's Gone (2011)
- Blood of Redemption (2013)
- Don't Let Me Go (2013)
- Hard Rush (2014)
- A Certain Justice (2014)
- Sin Fronteras/Without Borders - documentario (2015)
- My Boy (2015)
- 200 Degrees (2017)
- Flashburn (2017)
- The Executioners (2018)
- Unhinged (2018)
- Pegasus: Pony with a Broken Wing (2019)
- The Tracker (2019)
- Senior Moment (2021)
- Gli uomini e altri inconvenienti (2021)

#### Televisione
- Les murs de sable - documentario (1990)
- Orgoglio - serie TV, 39 episodi (2005)
- Senza via d'uscita - Un amore spezzato - film TV (2007)
- Gente di mare - serie TV, 27 episodi (2007)
- Il bene e il male - serie TV, 12 episodi (2008)
- Il falco e la colomba - serie TV, 6 episodi (2009)

### Sceneggiatore

#### Cinema
- Amore al buio (Loveblind), regia di C. B. Harding (1999)
- Settimo senso (The Seventh Sense), regia di Lawrence Lanoff (1999)